# El Sexto Sentido
El Sexto Sentido (em português:  O Sexto Sentido) é o nono álbum de estúdio da cantora mexicana Thalía. Foi lançado em 19 de julho de 2005, pela EMI Latin. O álbum é majoritariamente cantado em espanhol, mas três de suas canções foram versionadas para o inglês.
O repertório abrange vários gêneros contemporâneos, como pop latino, dance-pop e R&B e as letras expõem a personalidade e a vida da intérprete. A produção, contou com a colaboração do compositor e produtor colombiano Estéfano, com quem havia trabalhado anteriormente.
Para a promoção, foram lançados quatro singles: "Amar sin ser amada", "Un alma sentenciada", "Seducción" e "Olvídame", todos eles tornaram-se sucessos moderados nas paradas de sucesso. 
Tornou-se o quarto da carreira da cantora a entrar na lista semanal dos 200 álbuns mais vendidos nos Estados Unidos, a Billboard 200, sendo o seu pico a posição de número sessenta e três. No mesmo país, recebeu dois discos de platina, por vendas superiores a duzentas mil cópias.
Em 2006, o México recebeu, com exclusividade, um relançamento intitulado El Sexto Sentido Re + Loaded, que incluía três novas músicas, duas delas foram lançadas como singles: "Cantando por un sueño" e "No, no, no", sendo esta última, um dueto com o cantor de bachata americano Anthony "Romeo" Santos. 
A reedição foi nomeada como Melhor Álbum Vocal Pop Feminino no sétimo Grammy Latino Awards.

## Produção e lançamento
Thalía é a produtora executiva e a maioria das canções são em espanhol, três delas foram versionadas para o inglês. A produção foi do colombiano Estéfano.
As gravações ocorreram em um número substancial de países, tais como: Brasil, de onde vieram as percussões; na Argentina onde várias canções foram gravadas com uma orquestra de cordas e arranjos com o bandoneón; as bases foram feitas em Miami; em Nova York foram gravados os vocais e as mixagens foram feitas em Porto Rico.
O primeiro single "Amar Sin Ser Amada" foi gravado em Buenos Aires e conta com vários remixes. Em entrevista a revista Billboard, a cantora revelou que o título tinha a ver com seu estado de espírito, "De certo modo eu sinto como se estivesse vivenciando meu sexto sentido, estou mais receptiva ao que ocorre ao meu redor... O sexto sentido libera você dos [outros] cinco sentidos, que são bem complicados... Ele faz você ouvir a sua voz interior -a intuição- que nunca erra"
O estilo musical é majoritariamente pop latino e dance-pop com leves influências de R&B. Contém baladas ("Un Alma Sentenciada" e "Olvídame"), canções pop ("Un Sueño Para Dos"), pop rock / tango ("Amar Sin Ser Amada") e dance latino ("Seducción" e "No me Voy a Quebrar"). Dois covers foram incluídos, um para "Amor Prohibido", da cantora americana Selena (Thalía cantou a música no show Selena ¡VIVE!, de 2005) e "24.000 Besos", sucesso italiano, dos anos 1960, do cantor Adriano Celentano.
A reedição do álbum, intitulada El Sexto Sentido Re + Loaded, incluiu a canção de estilo bachata-balada "No, no, no", dueto com o cantor americano Romeo Santos. Liricamente, as canções falam de temas como: a perda de um ente querido ("Olvídame"), otimismo ("No Me Voy a Quebrar"), diversão ("Seducción") e até sobre sexualidade ("Sabe Bien").[carece de fontes?]
De acordo com Diana Rodriguez, diretora de marketing para artistas de língua espanhola da EMI da América Latina, foi o lançamento mais caro da empresa na época, e tratado como uma prioridade.
O lançamento ocorreu simultaneamente nos Estados Unidos, América Latina e Japão.
Em entrevista ao jornal brasileiro O Fluminense, Thalía afirmou que: "De todos os meus discos, é o mais profissional. Dediquei meu tempo a sério para realizá-lo". Sobre as gravações ela revelou: "Como intérprete me diverti muito fazendo esse disco. Foi um dos trabalhos mais fáceis e versáteis com que me deparei".

## Singles
"Amar Sin Ser Amada" é a primeira música de trabalho, as gravações ocorreram em Buenos Aires. Foram feitos alguns remixes para a promoção da música em casas noturnas, a saber: o remix no estilo regional mexicano, uma versão mais lenta e um no estilo reggaeton, na qual faz um dueto com o cantor porto-riquenho Hector, el Father.
Tornou-se o single mais bem sucedido nas paradas estadunidenses: número dois na Hot Latin Tracks, número sete na Latin Pop Airplay e número oito na Latin Tropical Airplay, da revista Billboard. O videoclipe foi gravado em maio de 2005, em Nova York, o diretor foi Jeb Brien.
"Un Alma Sentenciada" foi o segundo single, as gravações do videoclipe ocorreram em Nova Jersey, com direção de Jeb Brien. A revista Billboard, em sua crítica ao álbum, a elegeu como um dos melhores momentos do disco.
As posições da faixa nas paradas musicais da revista Billboard incluem: número treze na Hot Latin Tracks, número onze na Latin Pop Airplay, número seis na Latin Tropical Airplay e a versão remix intitulada "Un Alma Sentenciada (Hex Hector & Mac Quayle Mixes)" atingiu a posição de número trinta e sete na Dance Music/Club Play Singles.
"Seducción" é o terceiro single, uma performance da canção aconteceu no 7º Latin Grammy Awards, em New York, ocorrido em 2 de novembro de 2006. Durante a apresentação uma das dançarinas lambeu as bochechas da cantora, tal fato foi destaque na mídia internacional.
O videoclipe foi dirigido por Jeb Brien, segundo a revista People en Español, a ideia era recriar uma festa de ano novo em Saint-Tropez, na França, embora as gravações tenham ocorrido em Manhattan.
Na Billboard atingiu a posição de número trinta e dois na Hot Latin Tracks, número quatorze na Latin Pop Airplay e número vinte e três na Latin Tropical Airplay, tornando-se o último single do disco original a aparecer nas charts, visto que o quarto single, "Olvídame", não apareceu e os dois singles posteriores pertenciam ao relançamento.
Após o relançamento do álbum mais dois singles foram lançados "Cantando Por Un Sueño", trilha sonora do programa homônimo, e "No, No, No", dueto com o cantor Romeo Santos, que ganhou o Premio Lo Nuestro na categoria Canción Pop del Año. A canção apareceu na parada da Billboard nas seguintes posições: número quatro na Hot Latin Tracks e na Latin Pop Airplay, e número cinco na Latin Tropical Airplay.

## Recepção da crítica
| Críticas profissionais | Críticas profissionais |
| Avaliações da crítica  | Avaliações da crítica  |
| Fonte                  | Avaliação              |
| ---------------------- | ---------------------- |
| Allmusic               | [ 15 ]                 |
| Starpulse              | [ 3 ]                  |
| O Fluminense           | Favorável              |

O álbum recebeu críticas mistas dos críticos de música. 
Johnny Loftus, do site AllMusic, deu ao álbum duas estrelas e meia de cinco e escreveu que apesar de algumas boas canções, "Olvídame", "Amar Sin Ser Amada", "Seducción" e "No Me Voy a Quebrar", parecia mais um produto do que uma obra de arte, feito apenas para vender, e que da mesma forma que a capa, que tem uma foto em nebulosa, a voz da cantora desaparece em muitas das canções do disco.
O jornal brasileiro O Fluminense fez uma crítica favorável na qual afirmou que "El Sexto Sentido se move num ecletismo musical de causar impacto" com cada canção conjugando uma com a outra harmoniosamente.
El Sexto Sentido foi nomeado ao Billboard Latin Music Awards e ao Latin Grammy, em 2005 e 2006, respectivamente.

## Desempenho comercial
Estreou em número três nos Top Latin Albums da Billboard e no número sessenta  e três na Billboard 200 com vendas de 25,000 cópias. Outras posições incluem número dois na parada Latin Pop Albums e número três na Billboard Top Latin Albums.
Obteve disco duplo de platina nos Estados Unidos, após vender mais de 200 mil cópias, e discos de ouro no México, Argentina e Colômbia.

## Relançamento:El Sexto Sentido Re + Loaded
Em 14 de fevereiro de 2006, foi relançado como El Sexto Sentido Re + Loaded no México, inclui três novas canções, duas delas foram lançadas como singles: "Cantando por un sueño" e "No, no, no", esta última é um dueto com o cantor bachata americano Anthony "Romeo" Santos.
A reedição foi indicada para Melhor Álbum Vocal Pop Feminino no 7º Prêmio Grammy Latino Anual.

## Faixas
- Créditos adaptados do encarte das edições El Sexto Sentido,[23] El Sexto Sentido (CD+DVD),[24] e El Sexto Sentido Re+Loaded.[25]

| N.º            | Título                                               | Compositor(es)                                                      | Duração |  |
| 1.             | "Amar sin ser amada"                                 | Estéfano, José Luis Pagán                                           | 3:32    |  |
| 2.             | "Seducción"                                          | Thalía Sodi, Estéfano, José Luis Pagán                              | 4:02    |  |
| 3.             | "Un Sueño Para Dos"                                  | Estéfano, José Luis Pagán                                           | 4:00    |  |
| 4.             | "Sabe Bien"                                          | Estéfano, Julio C. Reyes                                            | 4:14    |  |
| 5.             | "24000 Besos (24000 Baci)"                           | Adriano Celentano, Lucio Fulci, Piero Vivarelli                     | 3:20    |  |
| 6.             | "Olvídame"                                           | Estéfano, Julio C. Reyes                                            | 4:10    |  |
| 7.             | "No Puedo Vivir Sin Ti"                              | Estéfano, José Luis Pagán                                           | 4:20    |  |
| 8.             | "Un alma Sentenciada"                                | Estéfano, José Luis Pagán                                           | 3:42    |  |
| 9.             | "No Me Voy A Quebrar"                                | Estéfano, José Luis Pagán                                           | 3:52    |  |
| 10.            | "Loca"                                               | Estéfano, José Luis Pagán                                           | 4:27    |  |
| 11.            | "Empezar de "0""                                     | Thalía Sodi                                                         | 3:14    |  |
| 12.            | "Amor Prohibido" (Bonus Track)                       | A.B. Quintanilla III, Pete Astudillo                                | 3:02    |  |
| 13.            | "You Know He Never Loved You" ("Amar sin ser amada") | Thalía Sodi, Estéfano, José Luis Pagán                              | 3:35    |  |
| 14.            | "Seduction" (Seducción)                              | Thalía Sodi, Estéfano, Alexandra Taveras, José Luis Pagán, Sheppard | 4:06    |  |
| 15.            | "A Dream for Two" ("Un Sueño Para Dos")              | Thalía Sodi, Estéfano, Alexandra Taveras, José Luis Pagán, Sheppard | 3:59    |  |
| Duração total: | Duração total:                                       | Duração total:                                                      | 65:52   |  |

| El Sexto Sentido (CD + DVD) DVD |                                             |         |  |
| N.º                             | Título                                      | Duração |  |
| 1.                              | "El Mundo de Thalía" (Entrevista em inglês) |         |  |
| 2.                              | "Acción y Reacción" (videoclipe)            |         |  |
| 3.                              | "Seducción" (videoclipe)                    |         |  |
| 4.                              | "Amar sin ser amada" (videoclipe)           |         |  |

| The Sixth Sense (CD + DVD) DVD |                                         |         |  |
| N.º                            | Título                                  | Duração |  |
| 1.                             | "Thalía's World" (Entrevista em inglês) |         |  |
| 2.                             | "Acción y Reacción" (videoclipe)        |         |  |
| 3.                             | "Seducción" (videoclipe)                |         |  |
| 4.                             | "Amar sin ser amada" (videoclipe)       |         |  |

| The Sixth Sense (versão japonesa) |                                                              |                                                                     |         |  |
| N.º                               | Título                                                       | Compositor(es)                                                      | Duração |  |
| 1.                                | "Amar Sin Ser Amada" (Reggaeton Mix com Héctor 'El Bambino') | Estéfano, José Luis Pagán                                           | 3:21    |  |
| 2.                                | "You Know He Never Loved You" ("Amar sin ser amada")         | Thalía Sodi, Estéfano, José Luis Pagán                              | 3:35    |  |
| 3.                                | "Seduction" (versão em inglês de Seducción)                  | Thalía Sodi, Estéfano, Alexandra Taveras, José Luis Pagán, Sheppard | 4:06    |  |
| 4.                                | "A Dream for Two" (versão em inglês de "Un Sueño Para Dos")  | Thalía Sodi, Estéfano, Alexandra Taveras, José Luis Pagán, Sheppard | 3:59    |  |
| 5.                                | "Amar sin ser amada"                                         | Estéfano, José Luis Pagán                                           | 3:32    |  |
| 6.                                | "Seducción"                                                  | Thalía Sodi, Estéfano, José Luis Pagán                              | 4:02    |  |
| 7.                                | "Un Sueño Para Dos"                                          | Estéfano, José Luis Pagán                                           | 4:00    |  |
| 8.                                | "Sabe Bien"                                                  | Estéfano, Julio C. Reyes                                            | 4:14    |  |
| 9.                                | "24000 Besos (24000 Baci)"                                   | Adriano Celentano, Lucio Fulci, Piero Vivarelli                     | 3:20    |  |
| 10.                               | "Olvídame"                                                   | Estéfano, Julio C. Reyes                                            | 4:10    |  |
| 11.                               | "No Puedo Vivir Sin Ti"                                      | Estéfano, José Luis Pagán                                           | 4:20    |  |
| 12.                               | "Un alma sentenciada"                                        | Estéfano, José Luis Pagán                                           | 3:42    |  |
| 13.                               | "No Me Voy A Quebrar"                                        | Estéfano, José Luis Pagán                                           | 3:52    |  |
| 14.                               | "Loca"                                                       | Estéfano, José Luis Pagán                                           | 4:27    |  |
| 15.                               | "Empezar de "0""                                             | Thalía Sodi                                                         | 3:14    |  |
| 16.                               | "Amor Prohibido" (Bonus Track)                               | A.B. Quintanilla III, Pete Astudillo                                | 3:02    |  |
| 17.                               | "Mensagem de Thalia (Vídeo documentário)"                    |                                                                     |         |  |
| 18.                               | "You Know He Never Loved You (videoclipe)"                   |                                                                     |         |  |
| 19.                               | "Amar Sin Ser Amada (videoclipe)"                            |                                                                     |         |  |

| El Sexto Sentido: Re+Loaded |                                                           |                                                 |         |  |
| N.º                         | Título                                                    | Compositor(es)                                  | Duração |  |
| 1.                          | "Cantando por un sueño"                                   | Estéfano                                        | 4:12    |  |
| 2.                          | "No, No, No" (com participação de Anthony "Romeo" Santos) | Santos, Anthony "Romeo"                         | 4:11    |  |
| 3.                          | "Amar sin ser amada"                                      | Estéfano, José Luis Pagán                       | 3:32    |  |
| 4.                          | "Seducción"                                               | Thalía Sodi, Estéfano, José Luis Pagán          | 4:02    |  |
| 5.                          | "Un Sueño Para Dos"                                       | Estéfano, José Luis Pagán                       | 4:00    |  |
| 6.                          | "Sabe Bien"                                               | Estéfano, Julio C. Reyes                        | 4:14    |  |
| 7.                          | "24000 Besos (24000 Baci)"                                | Adriano Celentano, Lucio Fulci, Piero Vivarelli | 3:20    |  |
| 8.                          | "Olvídame"                                                | Estéfano, Julio C. Reyes                        | 4:10    |  |
| 9.                          | "No Puedo Vivir Sin Ti"                                   | Estéfano, José Luis Pagán                       | 4:20    |  |
| 10.                         | "Un alma sentenciada"                                     | Estéfano, José Luis Pagán                       | 3:42    |  |
| 11.                         | "No Me Voy A Quebrar"                                     | Estéfano, José Luis Pagán                       | 3:52    |  |
| 12.                         | "Empezar de "0""                                          | Thalía Sodi                                     | 3:14    |  |
| 13.                         | "Un Alma Sentenciada" (Hex Hector Remix)                  | Estéfano, José Luis Pagán                       | 3:38    |  |
| 14.                         | "La Super Chica"                                          | Lilly Ponce/Chris Rodríguez/Michael Cosculluela | 4:00    |  |

## Desempenho nas tabelas musicais
| Chart (2005)               | Posição |
| -------------------------- | ------- |
| Billboard 200              | 63      |
| Billboard Latin Pop Albums | 2       |
| Billboard Top Latin Albums | 3       |
| Espanha (Promusicae)       | 41      |
| Grécia (IFPI Grécia)       | 1       |
| Japão (Oricon)             | N/A     |
| México (AMPROFON)          | 2       |

| Chart (2005)                  | Posição |
| ----------------------------- | ------- |
| México (Mexican Albums Chart) | 59      |

## Vendas e certificações
| Região                                                                                 | Certificação | Vendas/distribuição |
| -------------------------------------------------------------------------------------- | ------------ | ------------------- |
| Argentina (CAPIF)                                                                      | Ouro         | 20,000^             |
| Colômbia (ASINCOL)                                                                     | Ouro         | 20,000              |
| EUA (RIAA)                                                                             | 2× Platina   | 200,000^            |
| México (AMPROFON)                                                                      | Ouro         | 50,000^             |
| Resumos                                                                                |              |                     |
| Mundo                                                                                  | —            | 1,000,000           |
| *vendas baseadas apenas na certificação ^distribuições baseadas apenas na certificação |              |                     |